# Онтустік (Толебійський район)
Онтусті́к (каз. Оңтүстік) — село у складі Толебійського району Туркестанської області Казахстану. Входить до складу Тасарицького сільського округу.
Населення — 451 особа (2021; 453 у 2009, 566 у 1999, 352 у 1989).